# Christian Boyling
Christian Boyling (fl. XVII secolo) è stato un artigiano tedesco del XVII secolo.
Di questo artefice si sa con certezza che nel 1669 era meccanico del Duca di Sassonia. Tra le sue opere, degno di nota è un calendario perpetuo conservato presso il Museo Galileo di Firenze.